# Haltere la Jocurile Olimpice de vară din 2020 - feminin 55 kg
Proba de haltere categoria 55 de kg feminin de la Jocurile Olimpice de vară din 2020 de la Tokyo a avut loc la data de 26 iulie 2021, la Tokyo International Forum.

## Program
Orele sunt ora Japoniei (UTC+9) 
| Data                | Ora   | Etapă   |
| ------------------- | ----- | ------- |
| Luni, 26 iulie 2021 | 13:50 | Grupa B |
| Luni, 26 iulie 2021 | 19:50 | Grupa A |

## Rezultate
| Loc | Sportivă               | Țară             | Grupa | Greutate | Smuls (kg) | Smuls (kg) | Smuls (kg) | Smuls (kg)        | Aruncat (kg) | Aruncat (kg) | Aruncat (kg) | Aruncat (kg)       | Total              |
| Loc | Sportivă               | Țară             | Grupa | Greutate | 1          | 2          | 3          | Rezultat          | 1            | 2            | 3            | Rezultat           | Total              |
| --- | ---------------------- | ---------------- | ----- | -------- | ---------- | ---------- | ---------- | ----------------- | ------------ | ------------ | ------------ | ------------------ | ------------------ |
| 1   | Hidilyn Diaz           | Filipine         | A     | 54.80    | 94         | 97         | 99         | 97                | 119          | 124          | 127          | 127 Record Olimpic | 224 Record Olimpic |
| 2   | Liao Qiuyun            | China            | A     | 54.65    | 92         | 95         | 97         | 97                | 118          | 123          | 126          | 126                | 223                |
| 3   | Zulfiya Chinshanlo     | Kazahstan        | A     | 54.95    | 90         | 93         | 93         | 90                | 123          | 123          | 125          | 123                | 213                |
| 4   | Muattar Nabieva        | Uzbekistan       | A     | 54.95    | 95         | 98         | 98         | 98 Record Olimpic | 114          | 114          | 117          | 114                | 212                |
| 5   | Kamila Konotop         | Ucraina          | A     | 54.95    | 91         | 94         | 96         | 94                | 106          | 110          | 112          | 112                | 206                |
| 6   | Kristina Șermetowa     | Turkmenistan     | A     | 54.85    | 90         | 93         | 93         | 90                | 111          | 115          | 117          | 115                | 205                |
| 7   | Ham Eun-ji             | Coreea de Sud    | A     | 54.90    | 85         | 85         | 90         | 85                | 115          | 115          | 116          | 116                | 201                |
| 8   | Nouha Landoulsi        | Tunisia          | A     | 54.85    | 88         | 92         | 92         | 88                | 108          | 113          | 113          | 108                | 196                |
| 9   | Ana Gabriela López     | Mexic            | A     | 54.80    | 90         | 94         | 95         | 90                | 105          | 110          | 110          | 105                | 195                |
| 10  | Joanna Łochowska       | Polonia          | B     | 54.70    | 81         | 84         | 86         | 84                | 102          | 102          | 106          | 102                | 186                |
| 11  | Kanae Yagi             | Japonia          | B     | 54.75    | 78         | 78         | 81         | 81                | 99           | 102          | 106          | 102                | 183                |
| 12  | Rachel Leblanc-Bazinet | Canada           | B     | 54.90    | 79         | 82         | 85         | 82                | 99           | 102          | 102          | 99                 | 181                |
| 13  | Chiang Nien-hsin       | Taipeiul Chinez  | B     | 54.80    | 75         | 78         | 81         | 81                | 95           | 100          | 101          | 95                 | 176                |
| 14  | Mary Kini Lifu         | Insulele Solomon | B     | 54.50    | 64         | 67         | 67         | 67                | 84           | 87           | 90           | 87                 | 154                |